# Onokoro Catenae
Le Onokoro Catenae sono una struttura geologica della superficie di Rea.